# Тавареш, Эдсон
Эдсон Араужо Тавареш (порт.-браз. Edson Araújo Tavares; 10 июня 1956, Рио-де-Жанейро, Бразилия) — бразильский футбольный тренер.

## Биография
В качестве игрока начинал карьеру в «Васко да Гама», а затем выступал за клубы из Венесуэлы, Португалии и Швейцарии, где он начал тренерскую работу. В качестве специалиста Тавареш, в основном, работал в азиатском регионе. Наибольшего успеха добился у руля аравийского «Аль-Хиляля». Его Тавареш в 1991 году приводил к победе в Азиатском кубке чемпионов. В разные годы он возглавлял сборные Вьетнама (дважды), Иордании, Гаити, а также олимпийскую команду Омана.
В декабре 2022 года бразильский наставник стал главным тренером иранского клуба «Санат Нафт».

## Достижения
- Обладатель Азиатского кубка чемпионов (1): 1991.
- Обладатель Кубка Ирана (1): 2005/06.
- Обладатель Кубка Эмира Кувейта (1): 1992/93.